# Headway
Headway é o intervalo entre trens. Este parâmetro é dado em segundos e está proporcionalmente ligado à performance operacional de uma linha de metrô ou trem de subúrbio. Quanto menor é o valor do "headway", melhor é o desempenho da linha. Em contrapartida, exige uma quantidade maior de trens rodando nesta linha e maior velocidade dos mesmos para atingir o headway especificado. Quanto menor o  headway, ou seja, quanto mais trens rodando no mesmo trilho, maior deve ser a velocidade deles e maior a tecnologia envolvida, pois o risco de colisão se torna maior.